# Wieden (kerület)
A Wieden Bécs IV. kerülete. Wieden Innere Stadt, Landstraße, Favoriten, Margareten és Mariahilf kerületekkel határos.

## Részei
|  | - Hungelbrunn - Schaumburgergrund - Wieden |

## Története
Wieden-t először 1137-ben említik.
A kerületet 1850-ben hozták létre a korábbi külvárosok beépítésével, 1861-ben felosztották, és a terület egy részét elvesztette az újonnan létrehozott V. kerületnek, Margaretennek.
A háborúközi időszakban a „Funkhaus” épült a Radio Verkehrs AG (ma: ORF) számára az Argentinierstraßében. A megszállás éveiben (1945 - 1955) Wieden a szovjet szektor része volt, mert az "oroszok" az adókat a hatáskörükben akarjátak. 

## Látnivalók
- Heumühle
- Theresianum
- Károly-templom
- Naschmarkt
- Wien Museum
- Arsenal
- Palais Schönburg
- Rauchfangkehrermuseum (Kéményseprőmúzeum)
- Dritte Mann Museum

## Képek

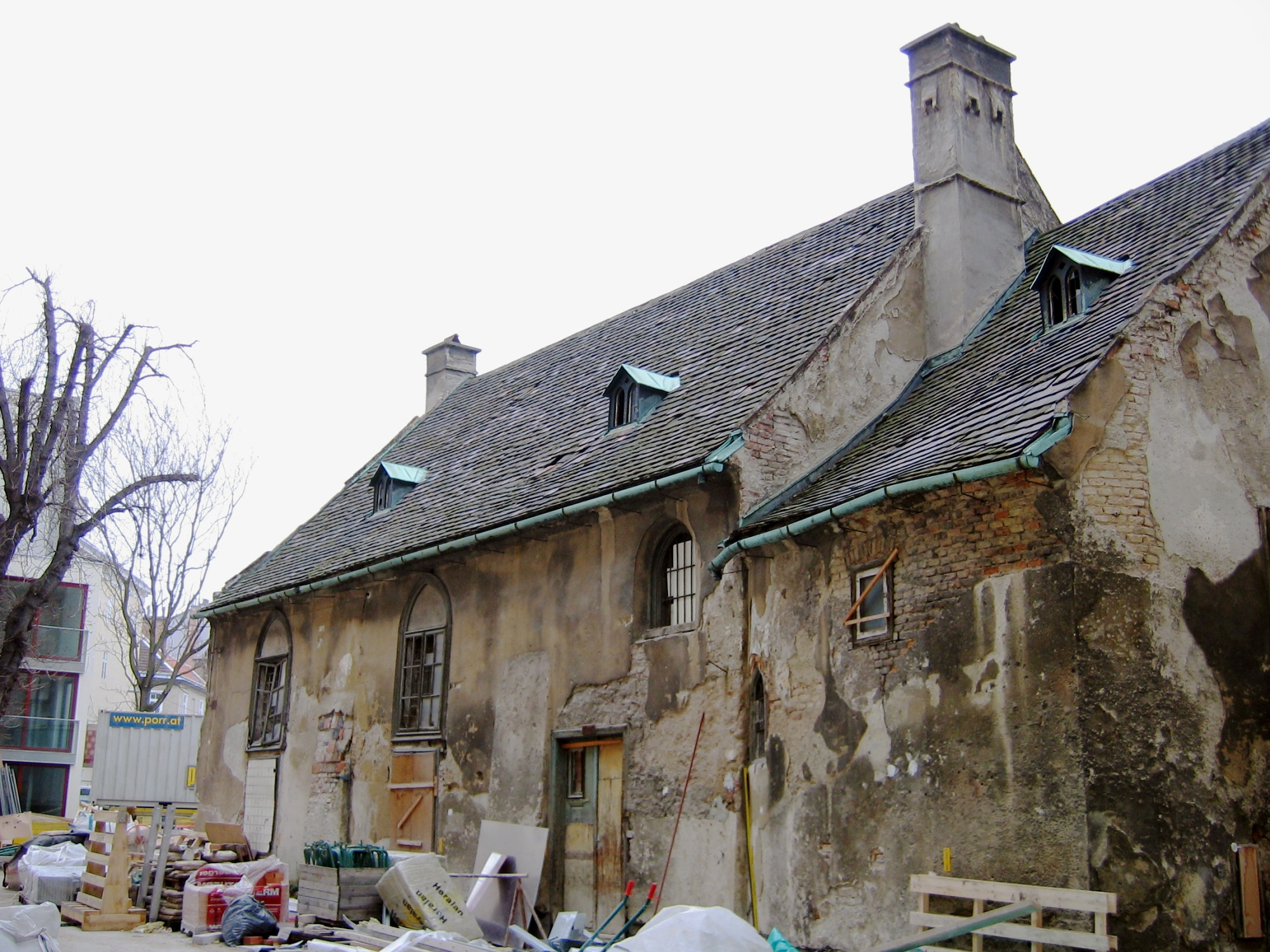
Heumühle
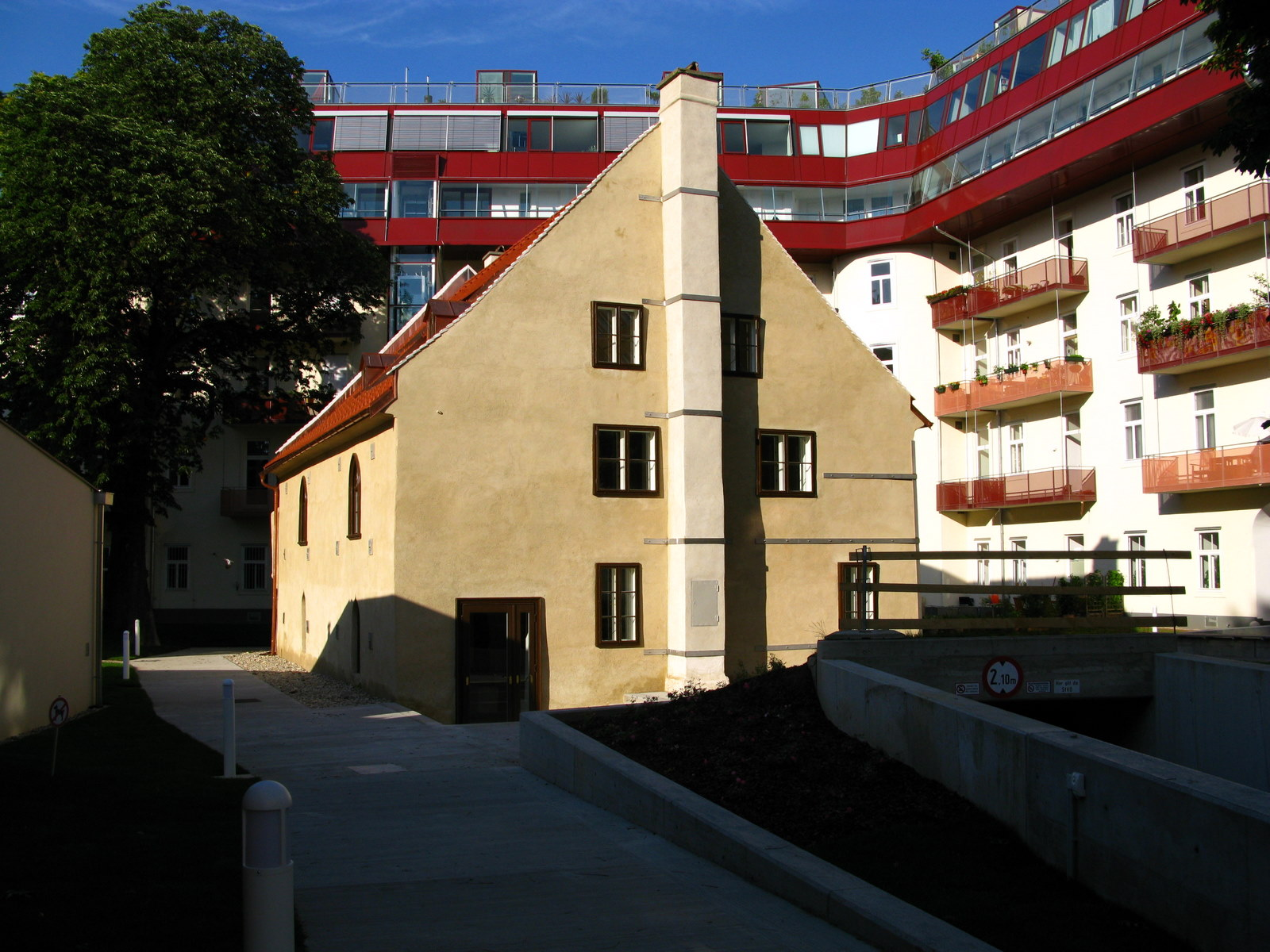
Heumühle
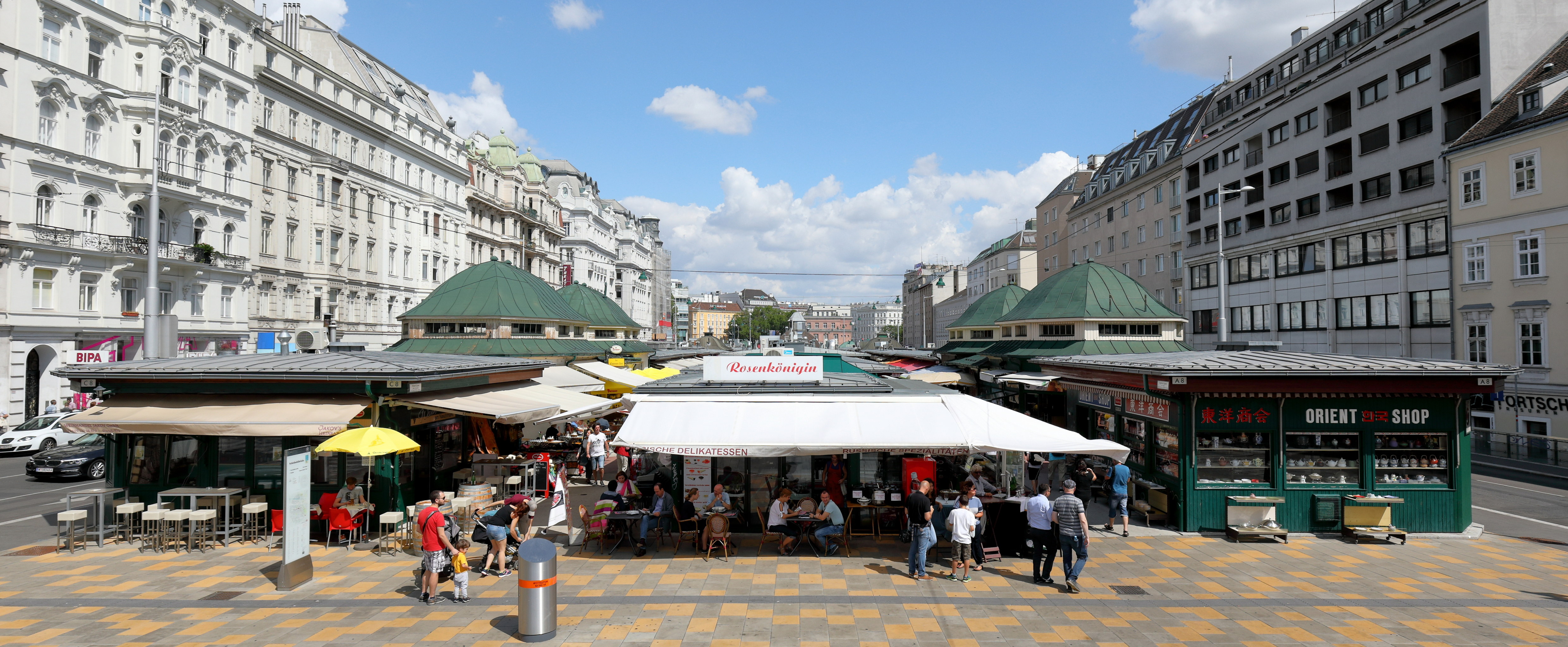
Naschmarkt
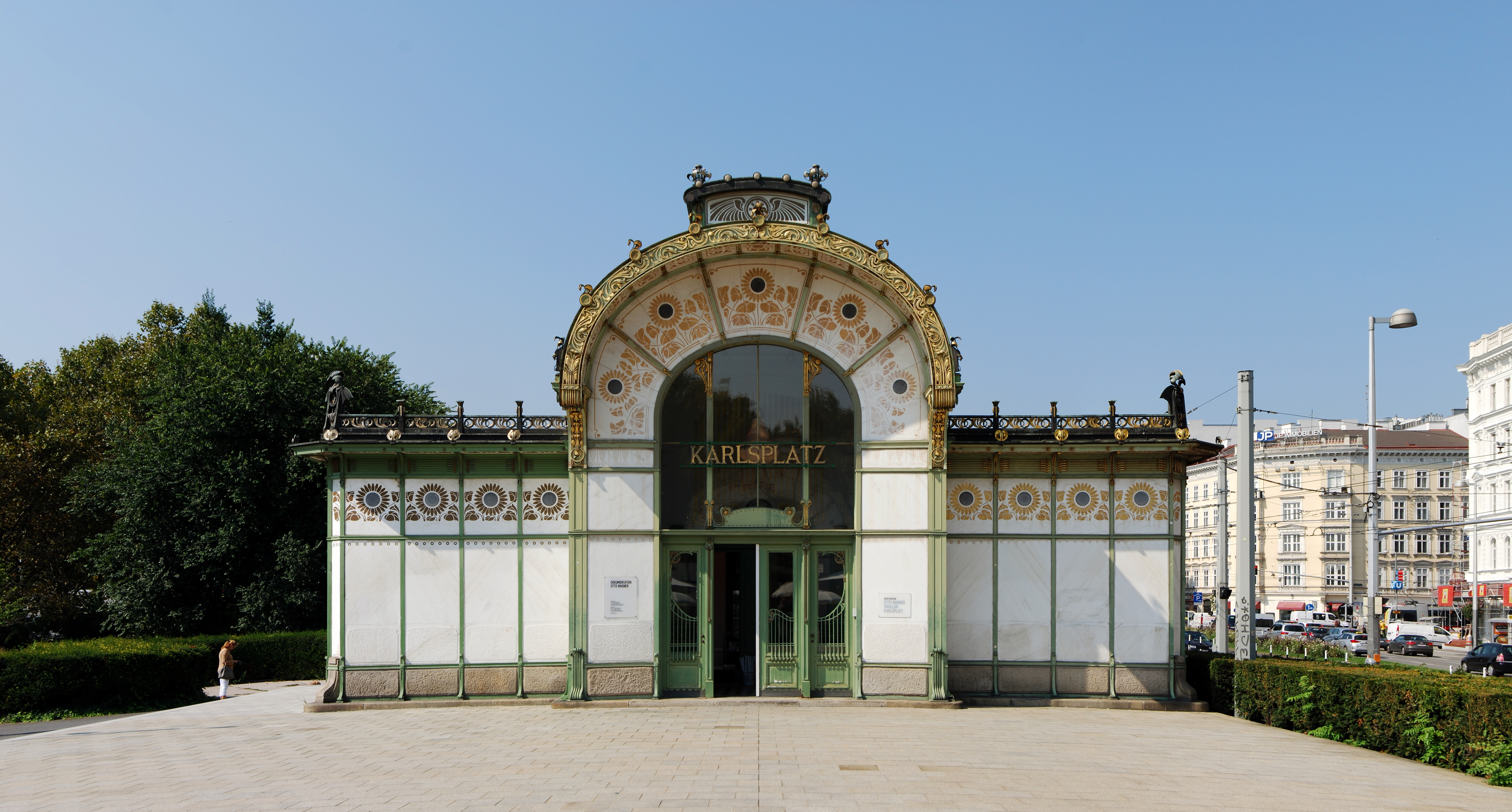
A  metróállomás
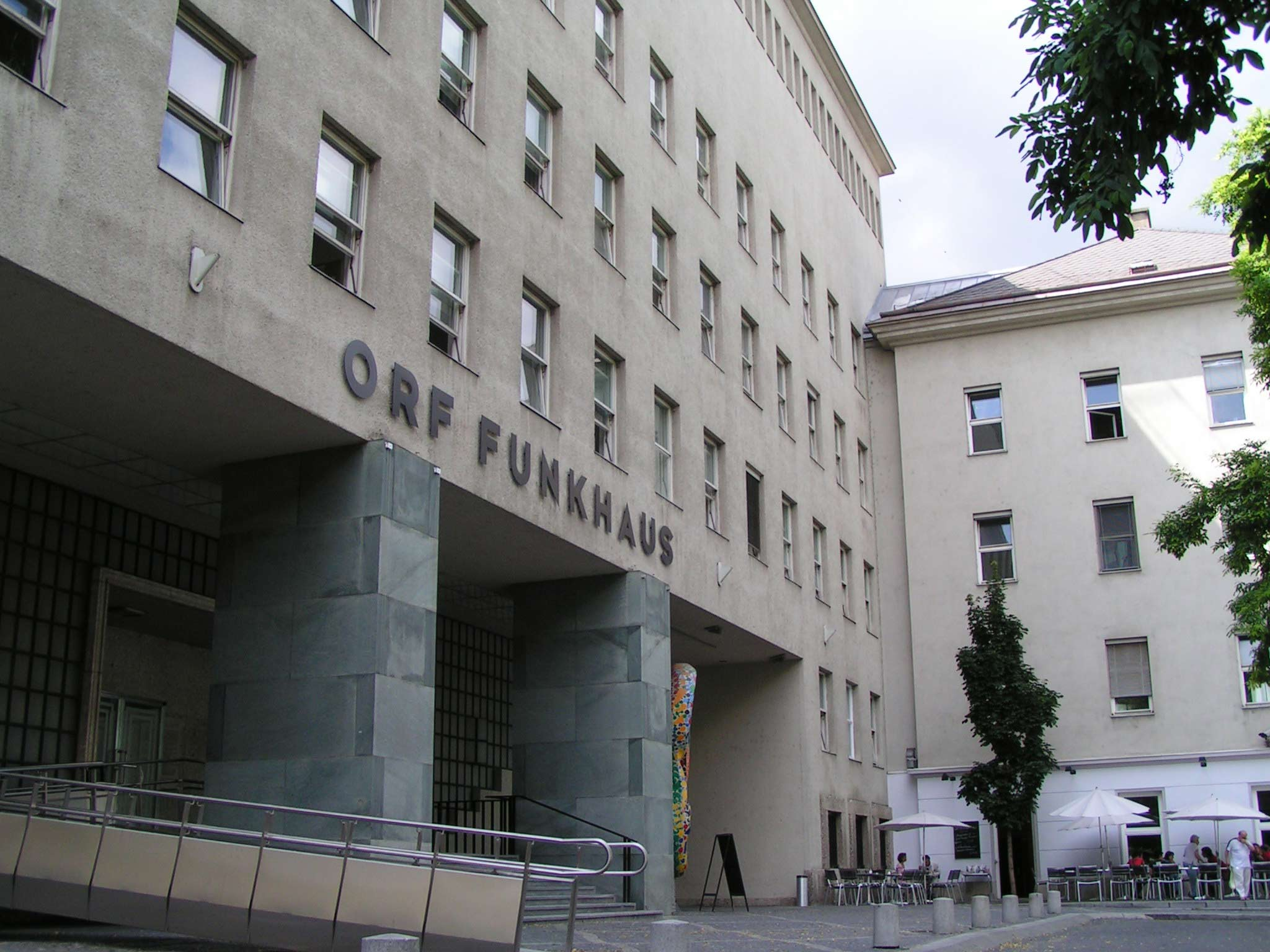
Az ORF épülete
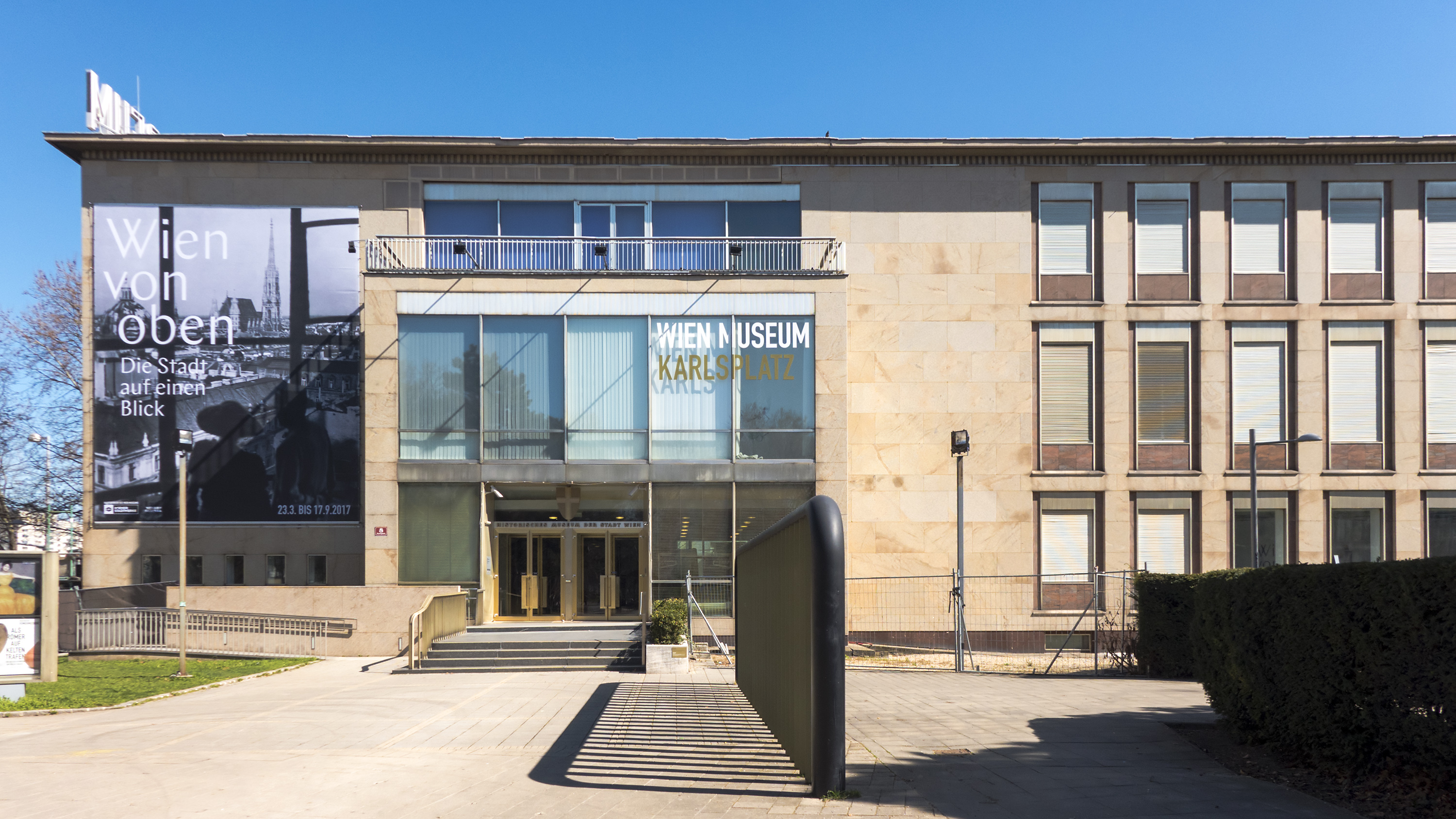
Wien Museum
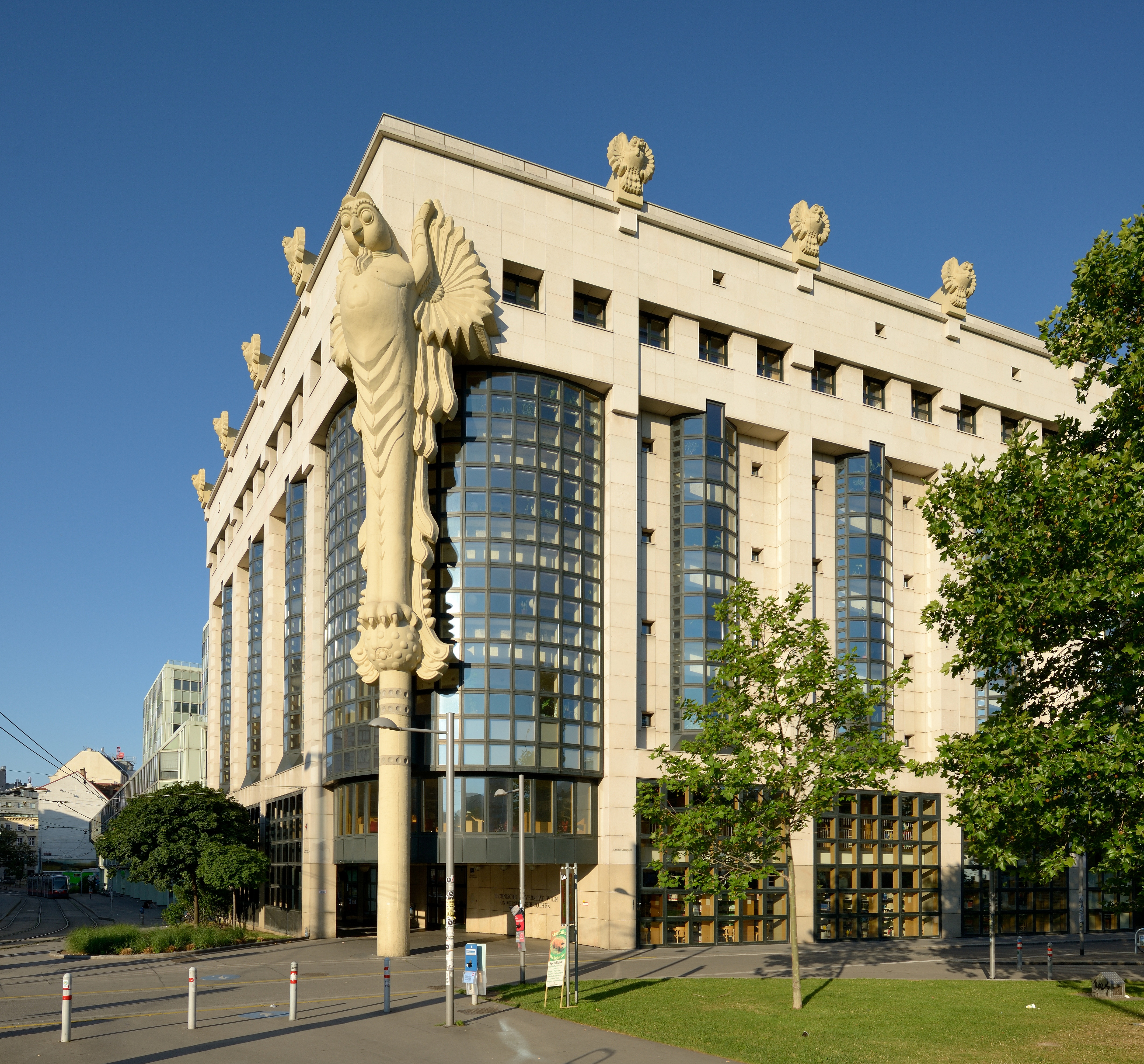
A Bécsi Műszaki Egyetem könyvtára
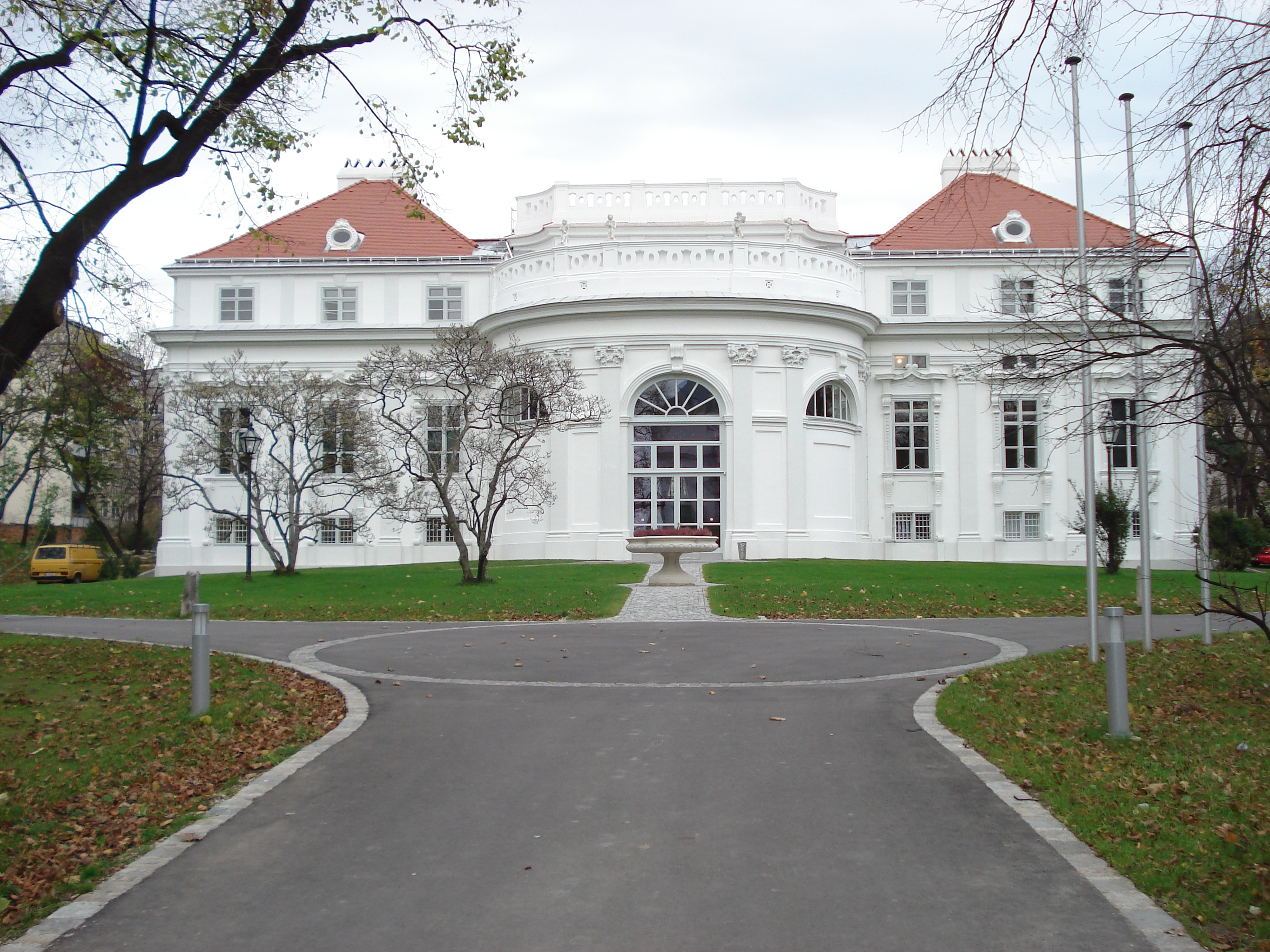
Palais Schönburg
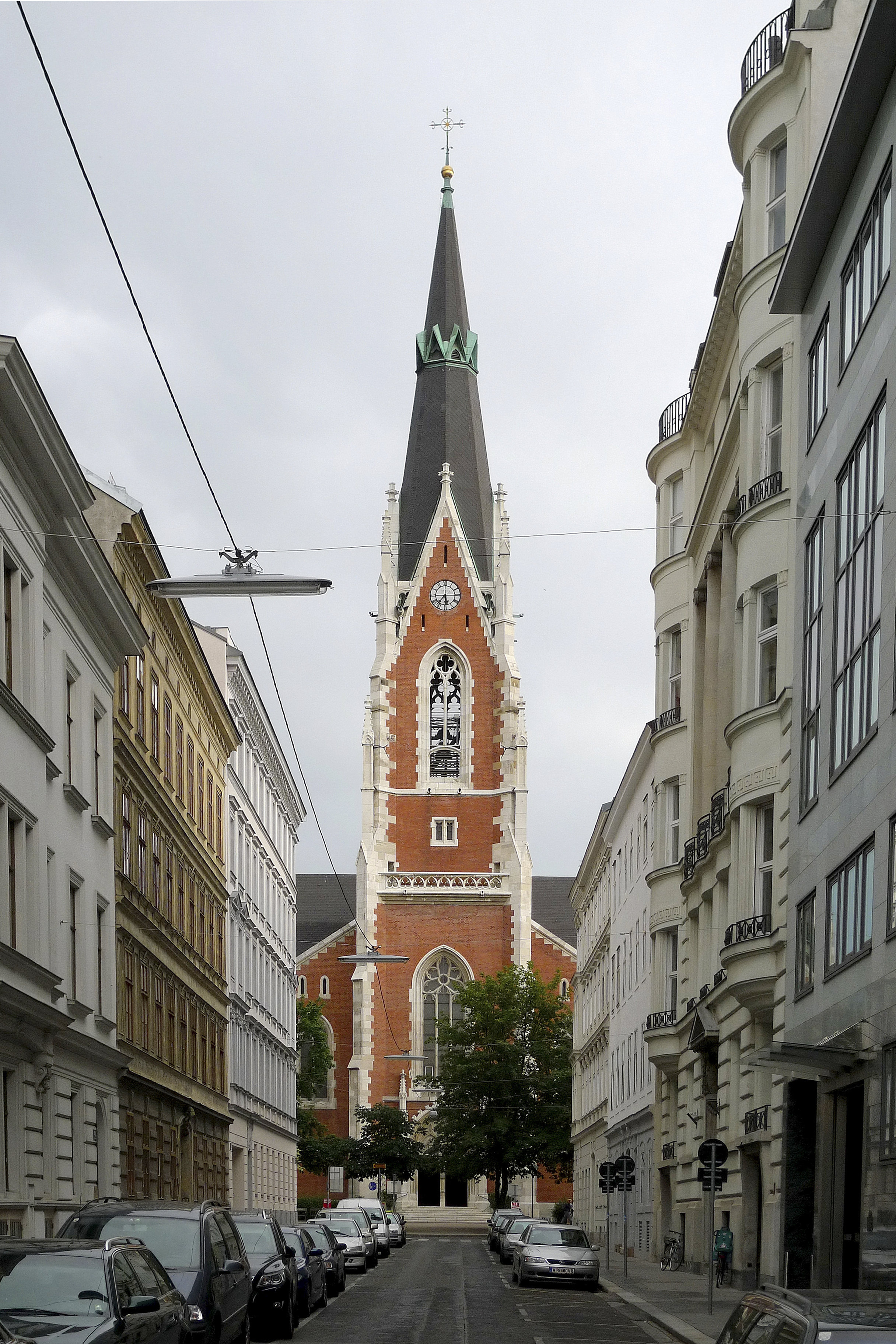
Szent Erzsébet-plébániatemplom

## Népesség
Bevölkerungsentwicklung
Quelle: Statistik.at

## Híres emberek
- Johannes Brahms (1833–1897)
- Christoph Willibald Gluck (1714–1787)
- Karl Kraus (1874–1936)
- Karl Lueger (1844–1910)
- Emanuel Schikaneder (1751–1812)
- Ifjabb Johann Strauss (1825–1899)

## Külső hivatkozások
- Wieden Archiválva 2021. április 28-i dátummal a Wayback Machine-ben auf den Seiten von wien.at

## Lásd még
- Bécs kerületei

## Fordítás
- Ez a szócikk részben vagy egészben  a   Wieden című német Wikipédia-szócikk fordításán alapul.  Az eredeti cikk szerkesztőit annak laptörténete sorolja fel. Ez a jelzés csupán a megfogalmazás eredetét és a szerzői jogokat jelzi, nem szolgál a cikkben szereplő információk forrásmegjelöléseként.